# Ropica neopomeriana
Ropica neopomeriana là một loài bọ cánh cứng trong họ Cerambycidae.